# جک کانکنن (بازیکن فوتبال)
جک کانکنن (انگلیسی: Jack Concannon؛ زادهٔ ۲۶ ژانویهٔ ۲۰۰۰) بازیکن فوتبال اهل انگلستان است.
از باشگاه‌هایی که در آن بازی کرده‌است می‌توان به باشگاه فوتبال تاموورث و باشگاه فوتبال بیرمنگام سیتی اشاره کرد.